# Bliznaski-kormány
A Bliznaski-kormány Bulgária 90. kormánya volt. 2014. augusztus 6-án lépett hivatalba, amikor az Oresarszki-kormány lemondott. Előrehozott parlamenti választást rendeztek 2014. október 5-én, amelyet a korábbi miniszterelnök Bojko Boriszov nyert meg.

## A kormány tagjai
| Név                                                                                             | hivatal kezdete    | hivatal vége   | párt           | megjegyzés     |
| Miniszterelnök                                                                                  | Miniszterelnök     | Miniszterelnök | Miniszterelnök | Miniszterelnök |
| ----------------------------------------------------------------------------------------------- | ------------------ | -------------- | -------------- | -------------- |
| Georgi Bliznaski                                                                                | 2014. augusztus 6. | 2014           | független      |                |
| Regionális fejlesztési és infrastruktúráért felelős miniszter (egyben miniszterelnök-helyettes) |                    |                |                |                |
| Ekaterina Zaharieva                                                                             | 2014. augusztus 6. | 2014           | független      |                |
| Szociális és munkaügyi miniszter (egyben miniszterelnök-helyettes)                              |                    |                |                |                |
| Jordan Hrisztoszkov                                                                             | 2014. augusztus 6. | 2014           | független      |                |
| Igazságügy-miniszter (egyben miniszterelnök-helyettes)                                          |                    |                |                |                |
| Hriszto Ivanov                                                                                  | 2014. augusztus 6. | 2014           | független      |                |
| Uniós pénzek kezelése miniszter (egyben miniszterelnök-helyettes)                               |                    |                |                |                |
| Ilijana Canova                                                                                  | 2014. augusztus 6. | 2014           | független      |                |
| Belügyminiszter                                                                                 |                    |                |                |                |
| Jordan Bakalov                                                                                  | 2014. augusztus 6. | 2014           | független      |                |
| Külügyminiszter                                                                                 |                    |                |                |                |
| Daniel Mitov                                                                                    | 2014. augusztus 6. | 2014           | független      |                |
| Pénzügyminiszter                                                                                |                    |                |                |                |
| Rumen Porozsanov                                                                                | 2014. augusztus 6. | 2014           | független      |                |
| Gazdasági és energiaügyi miniszter                                                              |                    |                |                |                |
| Vaszil Stonov                                                                                   | 2014. augusztus 6. | 2014           | független      |                |
| Tudomány és oktatási miniszter                                                                  |                    |                |                |                |
| Rumjana Kolarova                                                                                | 2014. augusztus 6. | 2014           | független      |                |
| Védelmi miniszter                                                                               |                    |                |                |                |
| Velizar Salamanov                                                                               | 2014. augusztus 6. | 2014           | független      |                |
| Élelmiszer és földművelésügyi miniszter                                                         |                    |                |                |                |
| Vaszil Grudev                                                                                   | 2014. augusztus 6. | 2014           | független      |                |
| Közlekedési, információtechnológiai és hírközlési miniszter                                     |                    |                |                |                |
| Nikolina Angelkova                                                                              | 2014. augusztus 6. | 2014           | független      |                |
| Környezetvédelmi és vízügyi miniszter                                                           |                    |                |                |                |
| Szvetlana Zsekova                                                                               | 2014. augusztus 6. | 2014           | független      |                |
| Egészségügyi miniszter                                                                          |                    |                |                |                |
| Miroszlav Nenkov                                                                                | 2014. augusztus 6. | 2014           | független      |                |
| Kulturális miniszter                                                                            |                    |                |                |                |
| Martin Ivanov                                                                                   | 2014. augusztus 6. | 2014           | független      |                |
| Sport és ifjúsági miniszter                                                                     |                    |                |                |                |
| Evgenija Radanova                                                                               | 2014. augusztus 6. | 2014           | független      |                |